# 675 pr. n. št.

## Smrti
- Dejok - prvi kralj Medijskega cesarstva (* ni znano)